# 大野ユリエ
大野 ユリエ（おおの ユリエ、1996年11月23日 ‐ ）は、北海道札幌市出身のファッションモデル、ローカルタレント。donkmodel所属。

## 人物
- 身長164cm[1]。
- 2019年に大学を卒業し、管理栄養士の資格を取得[2]。
- 2019年4月から「イチオシ!!」水曜日、木曜日のお天気コーナー、「イチモニ!」土曜日リポーターを担当。
- 2020年4月から大野由李絵から「大野ユリエ」に改名した。
- 2021年10月より2023年9月まで「イチモニ!」水曜日、木曜日のお天気コーナーを務めた。
  - （※2022年7月～2023年5月は水曜日、木曜日、金曜日担当）
  - （※2024年5月～土曜第1部お天気コーナーに復帰）
- 2022年5月14日、札幌ドームの北海道日本ハムファイターズ対福岡ソフトバンクホークス戦において始球式に登板。

## 現在の出演番組

### テレビ
- イチモニ!（北海道テレビ放送）
  - 土曜日第1部お天気コーナー担当（2024年5月18日 - ）
  - 土曜日第1部「食のチカラ」「LOVE HOKKAIDO」リポーター（2019年4月27日 - ）
  - 土曜日第2部「知っトク」リポーター（2020年4月 - ）
- LOVE HOKKAIDO（北海道テレビ放送）（2020年4月11日 - ）
- ブラキタ（北海道放送）（2023年10月27日 - ）
- イチ盛り（北海道テレビ放送）リポーター不定期VTR出演

## 過去の出演番組

### ラジオ
- SHIFT CHANGE FRIDAY（AIR-G'）

### テレビ
- イチオシ!!（北海道テレビ放送）水曜日、木曜日お天気担当（2019年4月3日 - 2021年9月30日）
- イチモニ!!（北海道テレビ放送）水曜日、木曜日お天気担当（2021年10月 - 2023年9月）

## イベント
- SAPPORO COLLECTION
- FASHION CIRCUS HOKKAIDO